# Coelostathma discopunctana
Coelostathma discopunctana is een vlinder uit de familie van de bladrollers (Tortricidae). De wetenschappelijke naam van de soort is voor het eerst geldig gepubliceerd in 1860 door Brackenridge Clemens.